# Мацялко, Иван Алексеевич

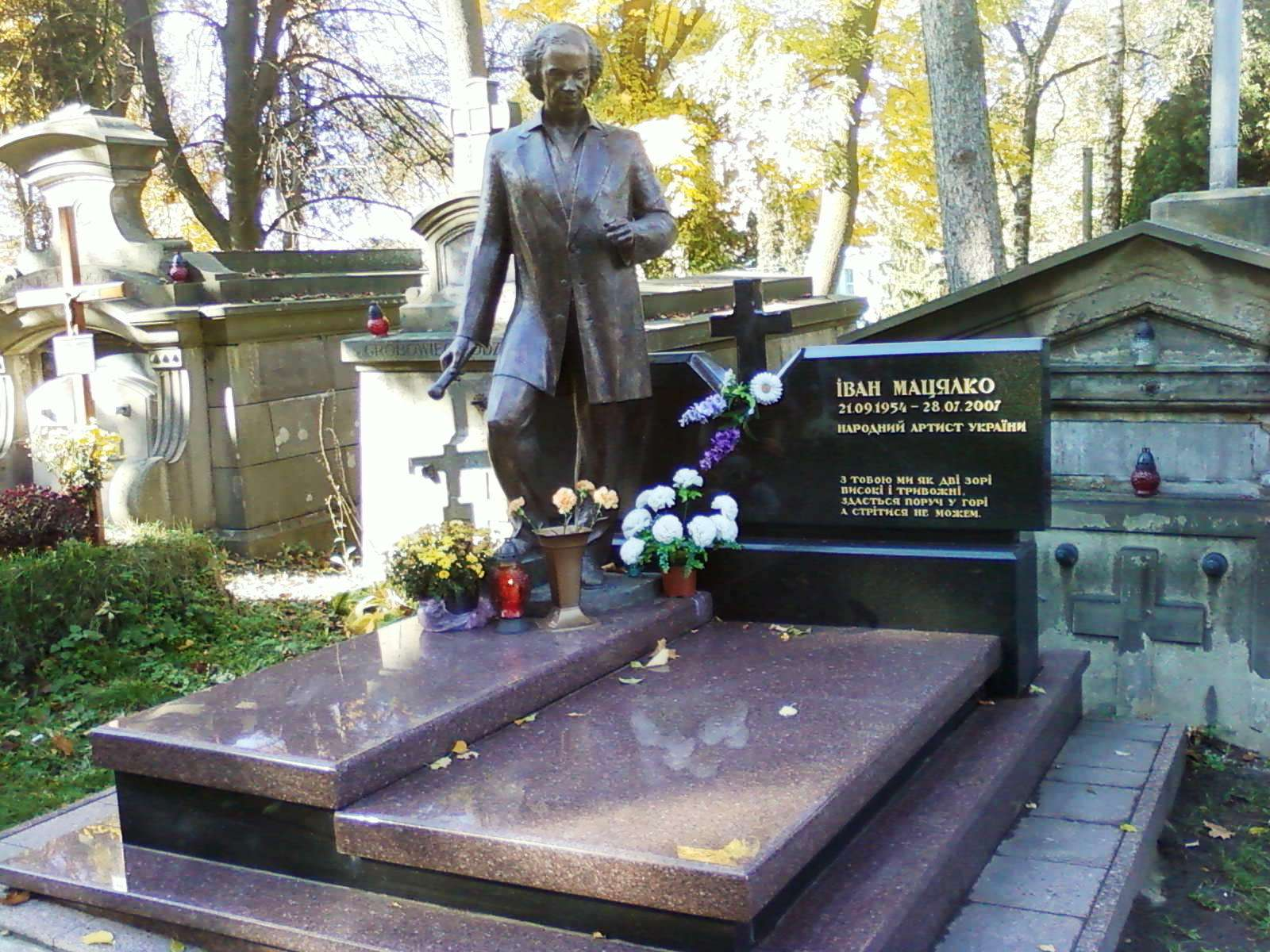
Памятник на могиле певца, народного артиста Украины Ивана Мацялко на Лычаковском кладбище (Львов)

Иван Алексеевич Маця́лко (укр. Іва́н Олексі́йович Маця́лко, 21 сентября 1954, с. Батятычи Каменка-Бугского района Львовской области Украина — 28 июля 2007, Львов) — украинский эстрадный певец. Заслуженный артист Украины (1995), Народный артист Украины (2004).

## Биография
Музыкальное образование получил сначала окончив Камянско-Бугскую музыкальную школу по классу скрипки, а затем в Дрогобичском педагогическом институте на музыкально-педагогическом факультете.
Осенью 1983 года стал солистом Прикарпатского ансамбля песни и танца «Верховина», в котором проработал более 9-ти лет.
Один из основателей и солист музыкальной группы «Соколы» (укр. «Соколи»), созданной в 1989 году при Дрогобычском дворце культуры.
Вместе с группой «Соколы» успешно гастролировал в Канаде, США, Великобритании, Югославии, Германии, Польше. С 1995 года занимался сольной карьерой в Тернополе, а потом во Львове.
Похоронен на Лычаковском кладбище во Львове.